# قالب بتن عایق

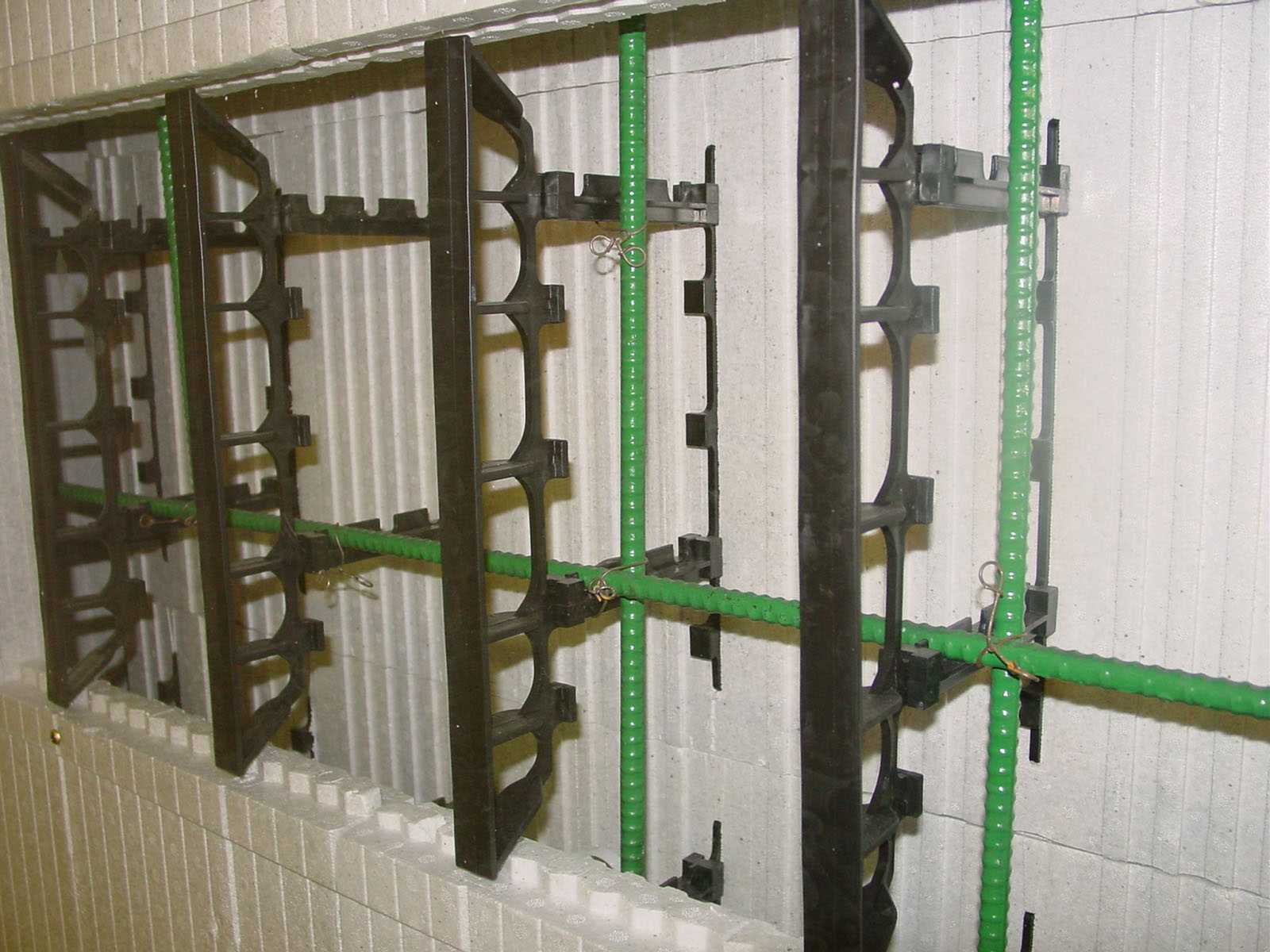
سیستم بتن مسلح با عایق ماندگار

سیستم بتن مسلح با عایق ماندگار (ICF) دیواری پرشونده با بتن هستند که قالب دیوارها دائمی بوده و بعد از بتن ریزی به عنوان جزئی از دیوار محسوب شده و به صورت عایق حرارتی عمل می‌کند
این سیستم برای اولین بار در اوایل دهه‌ی۱۹۵۰–۱۹۶۰ در کشور آلمان ابداع شد و پس از آن در اروپا و سپس در سراسر دنیا به سرعت گسترش یافت. در حال حاضر بیش از ۸ درصد ساختمان‌های با ارتفاع کم و متوسط در آمریکا و کانادا با این سیستم ساخته می‌شوند.
ICFانقلابی در پیشرفت صنعت جهانی ساختمان برای ساختمان‌های مسکونی، تجاری و سازمانی است که استفاده روزافزون آن به دلیل راحتی بی‌نظیر آن، بهره‌وری انرژی و کاهش هزینه‌ها در قیاس با دیگر روش‌ها قابل توجه است

## انواع اجرای عایق ماندگار بتنی ICF
قالب‌های عایق ماندگار دیوار بتنی از نظر قالب بندی به سه دسته بلوکی، نواری، پانلی تقسیم می‌شود که از نظر ابعاد بلوک، شکل هندسی سوراخ‌ها یا فضای خالی برای بتن ریزی با یکدیگر متفاوت هستند امروزه نوع بلوکی و پانلی کاربرد بیشتری نسبت به نوع نواری دارند.
قالب بلوکی معمولاً تا ابعاد۱۲۰×۳۰ تولید می‌شوند و قالب‌های تخته‌ای و نواری ابعادی بزرگتر تا حدود ۳۰×۲۴۰ سانتی‌متر هستند که معمولاً به صورت دو تخته جداگانه با ضخامت ۵ سانت به محل ساختمان منتقل شده و سپس بوسیله اتصالات پلاستیکی بهم متصل می‌شوند. ابعاد پانل‌ها بسیار متنوع است و معمولاً تا ابعاد ۱۲۰×۳۶۰ سانتی‌متر نیز تولید می‌شوند که می‌توانند به صورت افقی یا عمودی بکار روند
اما از نظر شکل هندسی بدنه داخلی قالب یا بخش بتنی به سه حالت تخت و صاف، شبکه دو بعدی بدون حفره، شبکه دوبعدی حفره دار می‌تواند باشد که نوع تخت و صاف متداول‌تر است و به ندرت از نوع شبکه‌ای دوبعدی حفره دار استفاده می‌شود.

## روش اجرای ساختمان‌های بتن مسلح دیوار باربر با قالب‌های عایق ماندگار
این سیستم شیوه اجرای ساختمان بتن آرمهٔ درجا با قالب‌های عایق ماندگار پلی استایرنی است که سازه حاصل از آن، یک ساختمان بتن مسلح و در زمره سازه‌های متداول، تلقی می‌شود.
در این سیستم ساختمانی، قالب‌های دیوار و سقف با استفاده از مفتول آهنی گالوانیزه به قطر ۲٫۲ میلی‌متر، به صورت شبکه جوش شده، در محل کارخانه ساخته شده و در وجوه داخلی و خارجی قالب پانل‌هایی از مصالح عایق‌کننده، مانند پلی استایرن منبسط شونده کندسوز، قرار داده می‌شود. قالب‌های دیوار بتنی با امکان آرماتوربندی به میزان مورد نیاز و با ضخامت مورد نظر طراح، از ۸۰ تا ۵۰۰ میلی‌متر و بیشتر برای دیوارها و قالب‌های تیرچه‌های متغیر و دلخواه، توسط خطوط تولید در مقیاس نسبتاً زیاد، قابل تولید است. خط تولید کارخانه این سیستم، می‌تواند مدول‌های لازم برای ساخت واحدهای مسکونی را تولید کند. مدول‌های کارخانه‌ای این سیستم سبک بوده و قابلیت حمل و نقل و نصب سریع در اجرا را دارا می‌باشد، به‌طوری‌که اجرای بالغ بر ۲۰ مترمربع نفر-روزکاری را مقدور می‌کند. ضخامت نسبتاً قابل ملاحظه دیوارهای تمام شدهٔ معماری را می‌توان یکی از محدودیت‌های این سیستم عنوان کرد
ساختمانهایICF بناهایی هستند که دیوار بتنی در جاریز آن با استفاده از قالب‌های فوم (در اصطلاح یونولیت) ساخته شده و پس از بتن ریزی در دو طرف آن باقی می‌مانند. محصول نهایی این روش یک دیوار بتنی می‌باشد که در دو طرف آن به وسیله فوم عایق بندی شده‌است.
در این سیستم قالب فوم دو طرف دیوار به وسیله نگهدارنده‌های مختلف فلزی یا پلاستیکی به یکدیگر بسته شده و فضای خالی قالب ررا برای بتن‌ریزی فراهم می‌سازد. از همین نگهدارنده‌ها نیز برای قرار دادن آرماتورها در مکان‌های مورد نظر استفاده می‌شود. درون فضای باقی‌مانده بین دو لایه فوم نه‌تنها امکان ساخت یک دیوار بتنی با عایق بندی حرارتی و صوتی مناسب ایجاد می‌شود، بلکه در دو طرف دیوار نیز زیزسازی مناسبی برای اتصال دیوارهای نمای بیرونی (به وسیله نصب اتصالات، انکر) و همچنین زیرسازی داخلی برای نصب صفحات تخته سیمانی، گچ برگ و … فراهم می‌گردد.
این سیستم اغلب برای دیوارهای بیرونی ساختمان‌ها مورد استفاده قرار می‌گیرد. دیوارهای نازک داخلی نیازی به عایق کاری، یا آرماتوربندی نداشته و تنها در صورت باربر بودن دیوارهای داخلی می‌توان از این روش برای ساخت آن‌ها استفاده نمود تا ضخامت دیوارهای داخلی افزایش نیافته و از کارهای نازک کاری داخلی نیز کاسته می‌شود. موارد دیگر استفاده این سیستم تعمیرات یا بازسازی دیوارهای قدیمی می‌باشد که نیاز به تقویت و تثبیت شدن در آن‌ها وجود دارد.

## روش اجرای ساختمان‌های بتن مسلح با قالب عایق ماندگار مسطح عمودی
شیوه اجرای قالب‌های ماندگار عمودی به عنوان زیر مجموعه‌ای از سیستم قالب ماندگارICF محسوب می‌شود. در این روش، خرپای ویراندیل ساخته شده از فولاد گالوانیزه، عمود بر راستای دیوار و با استفاده از اتصالات درجا بوسیله ناودانی‌های ساخته شده از فولادهای گالوانیزه به شالوده متصل می‌شوند. پس از آن قالب‌های ماندگار از جنس pvc به شکل نوارهای نسبتاً نازک بریده می‌شوند و به شکل نوارهای نسبتاً نازک بریده می‌شوند و به صورت کشوئی در دو طرف محور دیوار و در فاصله بین دو خرپای ویراندیل مجاور قرار می‌گیرند. آرماتورهای قائم محاسبه شده برای دیوار به صورت دستی در محل خود قرار گرفته و خرپای ویراندل قرار گرفته و به آن بسته می‌شوند.
لازم است ذکر شود که سازه حاصل از این روش اجرا، از نوع دیوار باربر بتن مسلح بوده و با شرایط رعایت ضوابط مربوط به اتصالات عناصر سازه‌ای به یکدیگر، در شرایط شکل پذیری متنوعی قابل اجرا است.
لایه پلی استایرن دو طرف علاوه بر اینکه به عنوان قالب ماندگار بتن عمل می‌کند، به عنوان عایق صوت و حرارت نیز محسوب می‌شود. حال آنکه خطر بروز آتش‌سوزی و انتقال وگسترش آتش در این سیستم به عنوان عامل محدودکننده محسوب می‌شود. به همین دلیل، علت اصلی اعمال محدودیت در ارتفاع و تعداد طبقات این سیستم، نوع پوشش اعمال شده روی لایه‌های پلی استایرن و محافظت آن‌ها در برابر آتش می‌باشد. همچنین تأمین ضوابط مربوط به شکل‌پذیری متوسط و ویژه می‌بایست در اتصالات ارائه شده لحاظ شود.
این سیستم، در زمینه‌های سازه، زلزله، انرژی، حریق و آگوستیک در این مرکز مورد بررسی و ارزیابی قرار گرفته و کاربرد آن در این مرکز مورد بررسی و ارزیابی قرار گرفته و کاربرد آن در حیطه الزامات تدوین شده، مجاز است.

## روش اجرای ساختمان‌های بتن مسلح با قالب عایق ماندگار مسطح پانلی
یکی از انواع شیوه‌های اجرای سیستمICF می‌باشد که در آن قالب‌های ماندگار به صورت پانل‌های مستطیلی در کارخانه تولید و به کارگاه منتقل می‌شوند که شامل دو لایه ورق پلی استایرن، مش میانی و آرماتورهای خرپائی برای نگه داشتن آرماتورهای افقی و عمودی تعبیه شده می‌باشد.

## الزامات اجرا
اگر ضوابط شکل‌پذیری براساس آیین‌نامه رعایت نشود، کاربرد این سیستم تنها در مناطق با خطر نسبی کم و متوسط و برای ساختمان‌های دارای اهمیت کم و متوسط تا حداکثر ارتفاع ۱۰ متر مجاز می‌باشد و اگر ضمن رعایت ضوابط مقاومت در برابر حریق، حداکثر ارتفاع ساختمان بر اساس آیین‌نامه ۲۸۰۰ ایران، ۵۰ متر از تراز پایه می‌باشد.
- حداقل ضخامت دیواره‌های بتنی نباید از 15 cm کمتر باشد.
- بتن مصرفی بایست از نوع بتن سازه‌ای و با حداقل مقاومت 20 MPAباشد.
- پلی استایرن منبسط شونده مورد استفاده باید از نوع کندسوز یا خودخاموش‌شو، مطابق با استانداردهای معتبر بین-المللی و دارای گواهینامه فنی از مرکز تحقیقات ساختمان و مسکن باشد.
- محافظت از بلوک پلی استایرن دیوار باید بوسیله پوشش مناسب تأمین شود. این پوشش می‌تواند یک تخته گچی با ضخامت ۱۲٫۵ میلی‌متر یا سایر مصالح براساس مدارک فنی مصوب و معتبر از نظر مقاومت در برابر دمای بالای آن عمل می‌کند باشد.
- پوشش محافظت‌کننده بلوک‌های پلی استایرنی باید دارای اتصال مکانیکی به سازه باشد و به تنهایی مجاز نیست.
- دیوارهای بین واحدهای مستقل در هر ساختمان باید دارای مقاومت کافی در برابر آتش باشند و از مصالح حریق بند استفاده شود، به‌طوری‌که بلوک‌های پلی‌استایرن در این قسمت، بین دو فضای مجاور پیوستگی نداشته باشند و از گسترش هرگونه حریق احتمالی بین دو فضایی که بوسیله دیوار مقاوم در برابر آتش از یکدیگر جدا شده‌اند، جلوگیری شود.
- فوم پلی‌استایرن باید در مرز سقف/ کف هر طبقه قطع شود و بین طبقات امتداد نداشته باشد. در این قسمت‌ها، در صورت نیاز و برای تأمین مقاومت لازم، باید از مسدودکننده‌های آتش استفاده شود. همچنین فوم پلی استایرن سقف نباید بین واحدهای مستقل مجاور امتداد داشته باشد. این ماده باید در مرز دیوار جداکننده بین دو واحد مستقل مجاور (از جمله کریدورها) قطع شود و برای مقاومت لازم در برابر آتش، مطابق مقرارات نشریه۴۴۴ مرکز تحقیقات ساختمان و مسکن آتش بندی شود.
- در صورتی که از سیستم‌های سقفی دارای بلوک‌های پلی استایرن در این روش اجرایی استفاده شود، به منظور حفاظت از بلوک، لازم است تا زیر سقف به وسیله پوشش مناسب (مانند یک تخته گچی به ضخامت حداقل ۱۲٫۵ میلی‌متر یا اندود گچ به ضخامت حداقل ۱۵ میلی‌متر) محافظت شود.
- در مناطقی که در معرض خطر حمله حشرات موذی، مانند موریانه، قرار دارند لازم است تمهیدات لازم برای محافظت از لایه پلی استایرن به عمل آید.
- بتن مصرفی بایست از نوع بتن سازه‌ای و با حداقل مقاومت MPA20 و حداکثر اندازه اسمی سنگدانه مصرفی، ۲۰ میلی‌متر باشد.
- چنانچه اتصال پوشش محافظت‌کننده به دیوار، از طریق رابط‌های پلاستیکی باشد، حداکثر ارتفاع مجاز ساختمان دو طبقه خواهد بود[۷]

## روند ساخت
پی ریزی
شالوده سیستم ICF از نوع شالوده نواری یا شالوده گسترده می‌باشد. پس از رسیدن به تراز پی، بستر پی باید حداقل ۱۰ سانتیمتر بتن ردهC10 (بتن مگر) آماده و رگلاژ شود. سپس فونداسیون قالب بندی و آرماتورگذاری شده و بتن ریزی می‌گردد. آرماتورهای انتظار باید در این مرحله قرار داده می‌شدند. برای استقرار صحیح قطعات در محل موردنظر می‌توان از اتصال یک پروفیل سردنورد شده ناودانی شکل یا قطعات چوب استفاده نمود؛ که قطعات چوبی بعد از بتن ریزی برداشته می-شوند اما پروفیل‌های فولادی در زیر عایق حرارتی باقی می‌مانند
پنل‌ها
- پنل‌های معمولی(Regular Panel)

پنل معمولی به ابعاد(mm1.2)طول، (mm305)ارتفاع و (mm 57)عرض است؛ که در بالای پنل‌ها برجستگی و در پایین پنل‌ها سوراخ هایی(interlock) برای چفت و بست پنل‌ها در هم وجود دارد
- پنل‌های با نوارهای اتصال دهنده(Fastening Strip) یا FS

از نظر ابعاد همانند پنل‌های معمولی است اما نوارهای اتصال دهنده پلاستیکی به عرض ۳۸ میلی‌متر هر ۳۰۵ میلی‌متر در آن قرار داده شده‌است که به عنوان نقاط نگهدارنده پیوسته برای روکش خارجی سایدینگ (به عنوان مثال: وینیل یا فایبر سمند سایدینگ) استفاده می‌شوند
- پنل اضافی Plus Panel

برای دیوارهایی که به عایق بیشتری نیاز دارند استفاده می‌شود. ابعاد در این پنل‌ها همانند پنل‌های معمولی است به جز در ضخامت که در این پنل ۱۰۸ میلی‌متر است.
- پنل اضافی با نوارهای اتصال دهنده Fastening strip(FS) Panel-Plus

از نظر ابعاد همانند پنل اضافی است، اما عرض نوار اتصال دهنده پلاستیکی ۳۸ میلی‌متر که هر ۳۰۵ میلی‌متر داخل پنل قرار داده شده‌است.
پنل‌های با پنل اضافی Extra Panel
این پنل را می‌توان به صورت یک لایه یا بیشتر به پشت لایه پنل خارجی هر دیوار استاندارد Icf, Quad lock در طول ساخت اضافه کرد.
با استفاده از پنل‌های Quad lock، مقدارهای عایق‌بندی بسیار متفاوتی امکان‌پذیر است، که به شما انتخاب درست R-Values از ۲۲٬۳۰٬۳۸٬۴۵٬۵۳٬۶۱ و بیشترمی دهد.
نکات مهم ساختمان سازی
استفاده از پنل‌های اضافی quad-lock برای:
عایق کردن بیشتر (معمولاً بر روی نمای خارجی ساختمان) استفاده می‌شود.
تغییر عرض ساختمان (ضخامت بتن از ۸ اینچ به ۶ اینچ کاهش می‌یابد، یا جزئیات کاهش برجستگی افقی بین طبقات) برای کاربرد اندود در ساختمان‌های چند طبقه‌ای.
استفاده از پنل‌های با نوارهای اتصال دهنده برای اتصال به:
پوشش‌های sidingیا دیگر پرداخت که نیاز به سطوح پیوسته چفت و بست دارد یا تخته پوش‌های اصلی یا مدل دندانه‌ای استفاده از یک ردیف از پنل‌های با نوارهای اتصال دهنده در زیر یا بالای یک دیوار، یا محل زیر سقف یک ردیف از پنل‌های با نوارهای اتصال دهنده حتی با وجود ارتفاع سقف؛ پرچ کردن خطی جایی که دیوار به سقف متصل می‌شود، چسباندن (سیمان زدن) و پیچ کردن حمال (باربر) بر روی پنل‌های با نوارهای اتصال دهنده برای حمایت مصالح سقف جایی که به دیوار می‌رسد (برخورد می‌کند)
استقرار بلوک‌ها
قاب‌های بلوکی باید از لحاظ ظاهر کاملاً سالم بوده و اعوجاج و تغییر شکل نداشته و کام و زبانه‌ها به درستی و به‌طور کامل با فشار دست در یکدیگر چفت شوند. هم‌زمان با نصب بلوک‌ها باید قاب بازشوها (درها و پنجره‌ها) در دیوارها نصب شوند و انتهای قالب‌ها بسته شوند که برای این کار از ته بندهایی از جنس خود قالب که توسط سازنده ساخته شده‌است یا مصالح دیگر مانند چوب یا وینیل باید استفاده کرد
.
نحوه ایجاد بازشو در سیستم ICF
می‌توان از قالب‌های چوبی و هم ونیلی استفاده کرد و باید این قاب تحمل فشار و وزن را هنگام بتن ریزی داشته باشد. همچنین در بالای بازشوها میلگردهایی اضافی که به تقویت بالای بازشو به عنوان نعل درگاه می‌پردازد احتیاج می‌باشد.
طریقه نصب دیوارهای باربر
ابتدا به فواصل لازم از میله گردهای انتظار یک عدد ناودانی جهت قرار دادن یکی از قالب‌های پلی استایرن داخل آن بر روی پی نصب گردیده و از یکی از گوشه‌های ساختمان دیوارگذاری آغاز می‌گردد. پس از نصب دو دیوار گوشه و آرماتورگذاری لازمه جهت کنج‌ها دیوارها با بست‌های فلزی که جهت این کار تهیه گردیده است به هم بسته می‌شوند.
نصب دیوارهای دیگر در ادامه دیوارهای گوشه انجام گرفته و دیوارها نیز مانند دیوارهای گوشه با بست‌ها به هم متصل می‌گردد. بازشوهای درب‌ها و پنجره‌ها در قسمت نعل درگاه‌ها نصب شده و سپس میله‌گردهای افقی و در صورت نیاز میله‌گردهای تقویتی قائم به دیوارها اضافه می‌گردد. پس هر پانل با یک عدد جک شاقول‌گر جهت ثابت نگه داشتن دیوارها در زمان بتن-ریزی به زمین متصل می‌شوند. لازم است ذکر شود که جک‌های شاقول گر فقط جهت ثابت نگه داشتن دیوارها نصب شده و هیچ باری را تحمل نمی‌نماید.
اجرای سقف
انواع مختلف دال‌های بتن مسلح یک طرفه و دو طرفه قابلیت انطباق و اجرا با سیستم¬ICF را دارند و جهت برقراری اتصال بین دال سقف و عناصر دیوار باید در محل اتصال آرماتورهای انتظار لازم را تعبیه نمود. آرماتورهای عمودی انتظار دیوارها باید مطابق ضوابط ارائه شده در فصل هجدهم مبحث نهم مقرارات ملی ساختمانی ایران در دال‌ها مهار و طول گیرایی مناسب برای آن‌ها در نظر گرفته شود. پنل‌های سقفی Quad Lock سبک و در ابعادی تهیه شده که به راحتی توسط یک فرد قابل حمل و نصب است. هریک از پنل‌های پلی‌استایرن منبسط شده(EPS) دو تیر فولادی در درون و به طول پنل سقفی قرار دارد.

## مزایای روش ساخت ساختمان با قالب‌های ماندگار
- قیمت مناسب، ارزانتر از قیمت‌های رایج
- پایین آوردن هزینه مصرف میلگرد
- حذف هزینه قالب بندی
- کاهش مقدار بتن
- کاهش هزینه نیروی انسانی:
- تسریع در ساخت، کاهش زمان توقف سرمایه
- سرعت در ساخت به علت حذف زمان آرماتوربندی
- سرعت در ساخت به علت حذف نصب و باز کردن قالب
- سرعت در ساخت به علت عدم نیاز به زمان طولانی جهت مقاوم شدن دیوارها و جداسازی قالب
- سرعت نصب و سوار کردن سایر قطعات
- عایق حرارتی و برودتی

انرژی حرارتی بین ۴۰٪ تا ۶۰٪ در ساختمان‌ها صرفه جویی گردیده است.
- مقاومت در برابر زلزله

با توجه به سیستم سبک‌سازی ساختمان می‌تواند بین ۲۰٪ تا ۳۰٪ نیروی ارتعاش زلزله را در مقایسه با ساختمان‌های سنتی بیشتر تحمل نماید.
- مقاومت در مقابل آتش‌سوزی

مواد اولیه استفاده شده در نئوپور از نوع مقاوم در برابر آتش بوده و در هنگام آتش‌سوزی نه تنها آتش نمی‌گیرد بلکه به عنوان ضدحریق نیز عمل می‌نماید.
- عایق صوتی

انتقال صدا مخصوصاً در واحدهای آپارتمانی را بین ۴۰ تا ۶۰ درصد کاهش می‌دهد.
- مناسب برای هر گونه نماسازی و نازک کاری

انواع مصالح نازک‌کاری در فضای داخلی از جمله سفیدکاری با گچ به آسانی روی سطوح دیوارها و سقف امکان‌پذیر است. از طرف بیرونی در روی سطوح دیوار نیز انواع نماها از قبیل آجر، سنگ، سرامیک و سیمانکاری با آستر و رویه قابل اجرا می‌باشد.
- اجرای ساده و سریع تأسیسات ساختمانی مانند لوله کشی و کابل کشی برقی و مخابرات
- بلند مرتبه سازی

این شیوهٔ صنعتی برای احداث ساختمان‌های ۱ تا ۶ طبقه با رعایت استانداردها قابل استفاده بوده و برای ساختمان‌های بلندتر از ۶ تا۱۰طبقه نیز با اجرای سیستم تقویت سازه بوسیله مسلح نمودن داخل قالب‌ها در کارخانه کاملاً قابل طرح-ریزی می‌باشد.
- انبوه‌سازی

کاربرد این شیوهٔ نوین صنعت ساختمانی به خصوص در اجرای انبوه‌سازی پروژه‌های مسکونی بالاترین بازدهی‌کاری، کمی، کیفی، زمانی، صرفه‌جویی هزینه و سرمایه‌ای را فراهم می‌آورد.
مدول‌های کارخانه‌ای این سیستم سبک بوده و قابلیت حمل و نقل و نصب سریع در اجرا را دارا است، به‌طوری‌که اجرای بالغ بر ۲۰ متر مربع نفر-روز کاری را مقدور می‌کند. ضخامت نسبتاً قابل ملاحظه دیوارهای تمام شده معماری را می‌توان یکی از محدودیت‌های این سیستم عنوان کرد.